# ジュラ・ジボツキー
ジュラ・ジボツキー （Gyula Zsivótzky、1937年2月25日 - 2007年9月29日）は、ハンガリーの陸上競技選手。ハンマー投の選手として1960年ローマオリンピックから3大会連続出場。1968年メキシコシティーオリンピックの金メダリストである。
ジボツキーが最初に大きな国際大会でメダルを獲得したのは1958年のヨーロッパ選手権で、このときは銅メダルを獲得している。2年後、初出場した1960年ローマオリンピックでは銀メダルを獲得。さらに次の1964年東京オリンピックでも連続となる銀メダルを獲得している。そして3大会連続出場となった1968年メキシコシティーオリンピックでは、73.36mのオリンピック新記録で前回の東京大会の金メダリストであるソ連のロムアルド・クリム (Romuald Klim)を下し、ついに金メダルを獲得。あわせて3大会連続の表彰台となった。
ジボツキーは、1965年に73.74mの世界新記録を樹立。さらに1968年に73.76mを出し自己の持つ世界記録を更新した。彼の息子であるアッティラ・ジボツキー(Attila Zsivóczky)もまた、2004年アテネオリンピックの十種競技で6位入賞、2005年世界選手権では銅メダルを獲得した陸上競技選手である。

## 主な実績
| 年   | 大会                 | 場所                         | 種目       | 結果 | 記録   |
| ---- | -------------------- | ---------------------------- | ---------- | ---- | ------ |
| 1958 | ヨーロッパ陸上選手権 | ストックホルム(スウェーデン) | ハンマー投 | 銅   | 63.68m |
| 1960 | オリンピック         | ローマ(イタリア)             | ハンマー投 | 銀   | 65.79m |
| 1962 | ヨーロッパ陸上選手権 | ベオグラード(ユーゴスラビア) | ハンマー投 | 金   | 69.64m |
| 1964 | オリンピック         | 東京(日本)                   | ハンマー投 | 銀   | 69.09m |
| 1966 | ヨーロッパ陸上選手権 | ブダペスト(ハンガリー)       | ハンマー投 | 銀   | 68.62m |
| 1968 | オリンピック         | メキシコシティ(メキシコ)     | ハンマー投 | 金   | 73.36m |